# Jan De Brandt
Jan José De Brandt (1959. január 20. –) belga röplabdázó, edző. 2005 és 2007 között a belga női, 2014-től 2016-ig, valamint 2018-tól 2019-ig a magyar női röplabda-válogatott szövetségi kapitánya. A magyar válogatottal kijutott a 2015-ös, illetve 2017-es Európa-bajnokságokra. 2015-ben huszonnyolc év után vett részt újra a válogatott felnőtt Európa-bajnokságon, valamint megnyerte az Európa Ligát.

## Életpályája
Különböző belga csapatokban röplabdázott, 1978 és 1989 között háromszázötven alkalommal játszott a belga válogatott tagjaként. Edzői pályafutását különböző férficsapatoknál kezdte, majd 2001-től a női szakágban edzősködik. 2005 és 2007 között a belga női válogatott szövetségi kapitánya volt, amellyel a 2007-es belga-luxemburgi közös rendezésű Európa-bajnokságon a hetedik helyet szerezte meg. Ezt követően a spanyol CV Tenerife, majd 2008-ban a török Fenerbahçe edzője lett. A csapattal 2010-ben megnyerte a török bajnokságot, kupát és a szuperkupát is, valamint a Bajnokok Ligájában második lett (a csapattal kétszer nyert bajnokságot). Ezután 2011-ig az azerbajdzsáni Igtisadchi Baku edzője volt. 2013-ban a svájci Voléro Zürichben edzősködött, majd rövid ideig a belga Datovoc Tongeren szakvezetője volt. 2014. március 5-én kinevezték a magyar női röplabda-válogatott szövetségi kapitányának Hollósy László utódjaként.
A válogatottal megnyerte a selejtezőcsoportját a francia, az izraeli és a svéd válogatott ellenében, így huszonnyolc év után ismét kvalifikálta magát a válogatott egy Európa-bajnokságra. A 2015-ös holland-belga közös rendezésű Európa-bajnokságon a válogatott a csoportjában a harmadik helyet szerezte meg, a kieséses szakaszban a német válogatottól szenvedtek vereséget. 2015-ben megnyerte az Európa-ligát is a válogatottal, ahol Jókay Zoltán volt a segítője. Emellett párhuzamosan klubedzőként is tovább dolgozott. Előbb a német élvonalbeli Rote Raben Vilsbiburg, az olasz Zeta System Urbino, majd a belga VDK Gent női csapatát irányította. A 2016–2017-es szezon előtt visszatért Törökországba, ahol a Bursa BBSK edzője lett, párhuzamosan szövetségi kapitányi munkájával. A válogatottal a selejtezőcsoportjában második lett a lengyel válogatott mögött, megelőzvén az észt és a finn válogatottat. A pótselejtezőben a román válogatottal az odavágón 0:3-as vereséget szenvedett, majd az érdi visszavágón 3:1-es győzelmet aratott a magyar válogatott. A szükségessé vált aranyszettet pedig megnyerte a válogatott, így ismét kijutott az Európa-bajnokságra. 2016 decemberében családi okokra, illetve klubedzői elfoglaltságai miatt lemondott a válogatott éléről. 2017-ben ismét a Fenerbahçe női csapatának edzője lett. 2018-ban visszatért a magyar női válogatott élére. Ezt a posztját 2019 októberéig töltötte be.
2020 márciusában kinevezték az osztrák női válogatott kapitányának. Emellett 2020 júniusától a Szeged szakmai igazgatója lett.

## Sikerei, díjai
belga női röplabda-válogatott
- Eb 7. helyezés: 2007

Fenerbahçe
- török bajnok: 2009, 2010
- török kupagyőztes: 2010
- török szuperkupa-győztes: 2010
- Bajnokok Ligája 2. helyezett: 2010

magyar női röplabda-válogatott
- Eb-kvalifikáció: 2014, 2016, 2018
- Eb-résztvevő: 2015, 2019
- Európa-Liga-győztes: 2015